# Лекуврёр, Адриенна

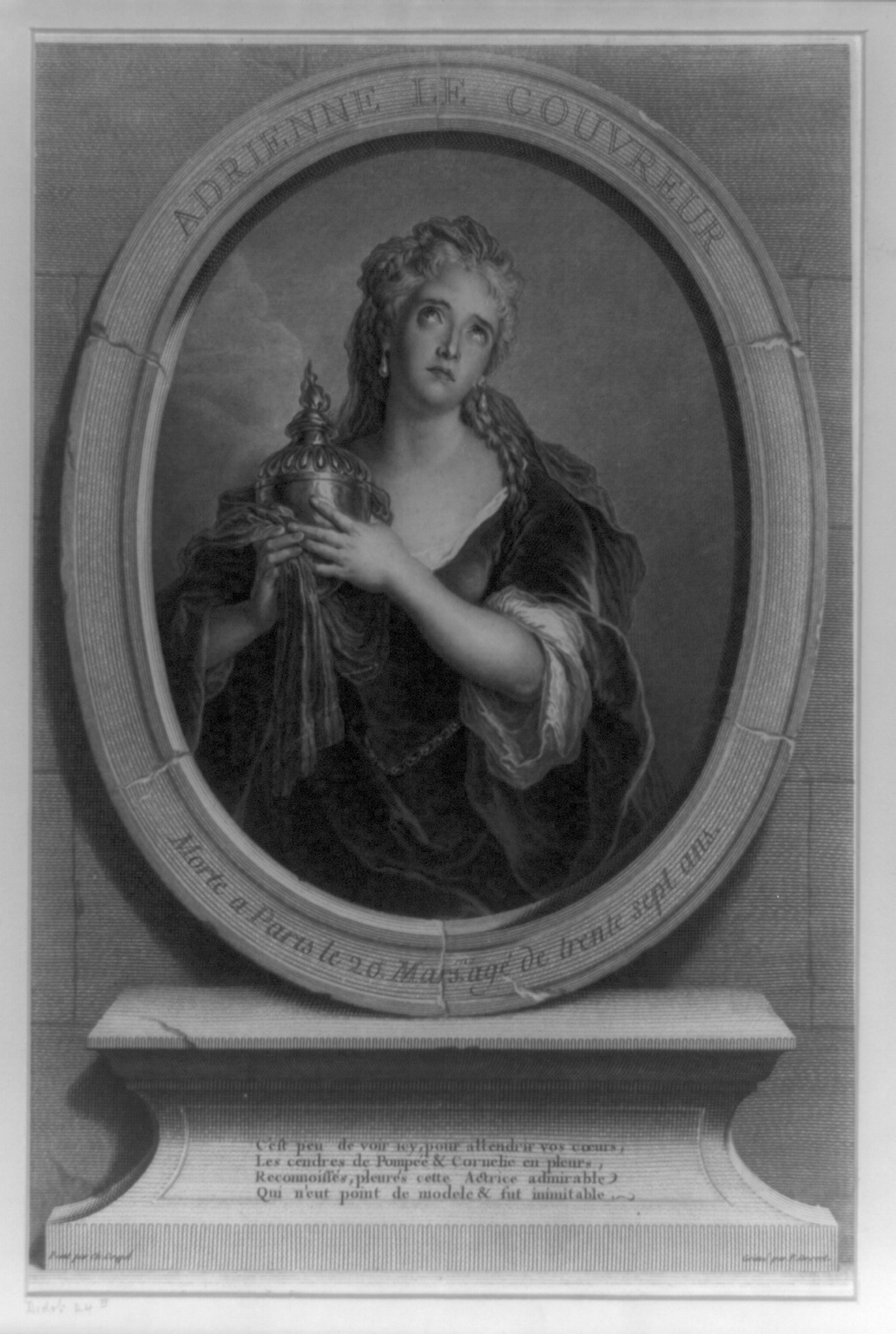
Древе, Пьер Эмбер. Портрет Адриенны Лекуврер в роли Корнелии Метеллы. 1730. Гравюра с пастели Шарля Куапеля. Бумага, офорт

Адрие́нна Лекуврёр (фр. Adrienne Lecouvreur, собственно Куврёр [Couvreur]; 1692–1730) — французская актриса, артистка труппы «Комеди Франсез» (с 1717; сосьетер с этого же года); одна из самых выдающихся фигур театра эпохи Просвещения, судьба которой легла в основу названных по её имени пьесы Э. Скриба и оперы Ф. Чилеа.

## Биография
Родилась в Дамри. Первое любительское представление — в пьесе Пьера Корнеля «Полиевкт» в возрасте 14 лет. Профессионально дебютировала в Лилле благодаря помощи и урокам актёра-организатора Поля Леграна. После своего парижского дебюта, состоявшегося в пьесе Расина «Митридат» в 1717 году, она обратила на себя внимание. 14 мая 1717 года она играет в «Комеди Франсэз» в пьесе Кребийона «Электра». В июне того же года она входит в состав труппы «Комеди Франсэз» и приобретает необычайную популярность у публики благодаря сочетанию таланта и красоты.
Описывалось, что стиль игры мадемуазель был более реалистичным и не таким аффектированным, как у современников. Некоторыми считалась самой крупной актрисой своего времени, особенно — в трагическом амплуа. Она нашла друга и учителя в знаменитом артисте Мишеле Бароне, протеже Мольера, вернувшемся в 1720 году на сцену в возрасте 67 лет, вместе с которым ей удалось привнести традиционные актёрские приёмы французской сцены к более простому и натуральному варианту. В её репертуар входили роли Иокасты, Паулины, Аталии, Зеновии, Роксаны, Гермионы, Эрифилы, Эмилии, Мариамны, Корнелии, Федры и прочих. Считается, что она выступила 1184 раз в сотне ролей, из которых она создала 22. Смерть её была загадочной.
Она принадлежала к той редкой школе драматических артистов, которые трагичны во всяком слове, во всяком движении и которые, не соблюдая иногда размера стиха, умеют сохранить в своей дикции всю его поэтическую гармонию. Не будучи высокой ростом, Адриана так хорошо умела показывать себя большой, что казалась всегда на голову выше всех прочих женщин, поэтому-то про неё всегда и говорили, что она царица, заблудившаяся в кругу актрис.А. Дюма-отец («Людовик XV и его эпоха»)

## Личная жизнь и смерть
С 1721 года у Адриенны была долгая любовная связь с графом Морицем Саксонским. Она была его верной спутницей жизни, в частности, занималась продажей его столового серебра (когда он отправился в поход добывать титул герцога Курляндского) для того, чтобы поддержать его финансово. Причем решение о распродаже актриса приняла самостоятельно, и Мориц, вернувшись, целиком его одобрил. Продала она и свои драгоценности.
Адриенна и Мишель Барон стали одними из первых актёров, для которых в Париже открылись двери литературных салонов. Так, их часто приглашала в свой салон маркиза де Ламбер. В дальнейшем, в апартаментах на улице Маре (rue des Marais) Адриенна держала открытым уже свой салон, который посещали такие видные парижане, как маршал Ришельё, маркиз де Рошмор, д’Арженталь (племянник маркизы де Тансен), Фонтенель, герцогиня Майнская, маркиза де Ламбер, Чарльз Мордаунт (граф Петерсборо и Монмутский), Пирон, знаменитый археолог граф де Келюс, энциклопедист Сезар дю Марсе, президент Бертье, и Вольтер, который также был любовником Адриенны.
Кроме того, Мориц Саксонский стал отцом её третьего ребёнка — дочери, через которую некоторые источники возводили происхождение писательницы Жорж Санд (правнучки Морица от более поздней связи).
Отношения Адриенны с Морицем, вроде бы уже закончившиеся, тем не менее, привели к трагедии: Адриенна была отравлена, как практически доказано[кем?], своей соперницей герцогиней Бульонской (герцогиня Луиза-Генриетта-Франциска Лотарингская, четвёртая жена Эммануила-Теодора де ла Тур Оверньского, герцога Бульонского). Как писали мемуаристы, Мориц Саксонский не отвечал 23-летней пылкой герцогине взаимностью, и она решила устранить помеху.
Отказ католической церкви захоронить актрису на освящённой земле сподвиг её большого друга Вольтера написать о ней горькую оду «На смерть мадмуазель Лекуврёр» La mort de Mademoiselle Lecouvreur и отметить этот факт в своих Lettres philosophiques. Вольтер и граф Мориц с помощью своих друзей погребли её на берегу Сены, против Бургундской улицы.

## Образ актрисы в искусстве
- 1849: «Адриенна Лекуврёр» — пьеса Эжена Скриба и Габриэля Легуве.
- 1902: «Адриана Лекуврёр» — опера Франческо Чилеа.
- 1996: «Адриенна Лекуврёр» — песня Александра Карпенко.
- 2011: «Адриенна Лекуврёр» — песня в исполнении Ирины Шведовой.

### В кино
- 1913: Adrienne Lecouvreur — немой фильм по пьесе, в гл. роли Сара Бернар. Не сохранился.
- 1928: Dream of Love — немой фильм, в гл. роли Джоан Кроуфорд.
- 1938: Adrienne Lecouvreur — фильм Марселя Л'Эрбье, в гл. роли Ивонн Прентан[фр.].
- 1955: Adrienne Lecouvreur — фильм, Италия, в гл. роли Валентина Кортезе.
- см. также экранизации оперы.

### В художественной литературе
- 1967: «Адриенна Лекуврёр» — книга Н. Я. Рыковой. Издательство «Искусство». Серия «Корифеи русской и зарубежной сцены».
- 1990: «Адриенна Лекуврёр» — поэма Александра Карпенко.
- 2006—2007: «Кровь Кёнигсмарков» — дилогия французской писательницы Жюльетты Бенцони (один из персонажей)

## Публикации текстов
- Monval G. Lettres de Adrienne Lecouvreur : réunies pour la première fois et publiées avec notes, étude biographique, documents inédits tirés des archives de la Comédie, des minutiers de notaires et des papiers de la Bastille, portrait et fac-similé :  [фр.] / par George Monval. — Paris : E. Plon, 1892. — 302 p. — OCLC 867739468.